# 춘샤
춘샤(중국어: 春夏, 병음: Chūn Xià, 한자음: 춘하, 1992년 12월 5일 ~ )는 중국의 배우로, 제시 리(Jessie Li)라는 이름으로도 알려져 있다. 본명은 리쥔제(李俊杰, 이준걸)다. 

## 출연작

### 드라마
- 2014년 중국중앙텔레비전 황금강당극장 《아심찬란》 - 자오지아하오 역
- 2014년 망고 TV 웹드라마 《아적박사노공》 - 리러 역
- 2015년 LETV 웹드라마 《초내81호》 - 왕수영 역
- 2015년 안후이 위성 텔레비전 해돈제일극장 《세월여금》 - 치샤오페이 역
- 2016년 헤이룽장 텔레비전 중국용극장  《화반부처》 - 천샤오칭 역
- 2015년 동방 위성 텔레비전 동방극장 《대호시광》 - 아이치 역
- 2022년 후난위성텔레비전 금응독파극장 《인생약여초견》 - 추홍 역